# 金元俊
金元俊（韓語：김원준，1973年2月16日—），韓國男創作歌手、電視劇演員、舞台劇演員。2016年4月16日結婚。

## 音樂作品

### 正規專輯
| 專輯 # | 專輯資料                                                              |
| ------ | --------------------------------------------------------------------- |
| 1st    | 首張專輯《我想站出來》 （눈에 띄고 싶어） - 發行日期：1992年10月20日 - 語言：韓語   |
| 2nd    | 第二張專輯《我的旅行》（나에게 떠나는 여행） - 發行日期：1993年8月20日 - 語言：韓語     |
| 3rd    | 第三張專輯《Kim Won Jun 3》 - 發行日期：1994年6月16日 - 語言：韓語    |
| 4th    | 第四張專輯《Dear》 - 發行日期：1995年10月30日 - 語言：韓語            |
| 5th    | 第五張專輯《Show》 - 發行日期：1996年8月20日 - 語言：韓語             |
| 6th    | 第六張專輯《One·元》 - 發行日期：1997年7月30日 - 語言：韓語           |
| 7th    | 第七張專輯《Self Destruction》 - 發行日期：1998年9月24日 - 語言：韓語 |
| 8th    | 第八張專輯《Another 8000》 - 發行日期：2000年6月20日 - 語言：韓語     |
| 9th    | 第九張專輯《Dearro Nine》 - 發行日期：2001年7月24日 - 語言：韓語      |

## 演出作品

### 電視劇
- 1995年：KBS《青空（朝鲜语：창공）》 飾演 朴燦榮
- 2000年：KBS《RNA》
- 2003年：SBS《夏娃的花園（朝鲜语：이브의 화원）》 飾演 姜俊河
- 2010年：MBC《暴風的戀人》 飾演 Eric
- 2012年：KBS《順藤而上的你》 飾演 尹彬
- 2012年：tvN《結婚的策略》 飾演 朴秀浩
- 2015年：MBC《像你的女兒》 飾演 高衡碩
- 2016年：MBC Every 1《網路漫畫英雄-Tundra Show 第2季》

### 綜藝節目
- 2011/04/09-2012/01/14：MBC《我們結婚了》（與朴素賢）
- 2012/11/09：SBS《Go Show》（Ep.30 終局王）
- 2013/10/04-2013/12/13：SBS《叢林的法則》（坦尚尼亞篇）
- 2014/08/02：MBC《無限挑戰》（Ep.390 熱帶夜特輯）
- 2015/02/01：SBS《Running Man》（Ep.232 友情的黃金包）
- 2015/07/20：KBS《大國民脫口秀-你好》（Ep.234）
- 2015/08/01：KBS《不朽的名曲：傳說在歌唱》（與TEEN TOP）
- 2015/08/06：KBS《Happy Together 3》（異性至親特輯）
- 2016/04/11-2016/04/18: JTBC《拜託冰箱》（Ep.74-75）
- 2017/04/30-2017/05/07：SBS《Fantastic Duo 2》（Ep.5-6）
- 2017/05/18：Mnet《看見你的聲音 4》（Ep.12）
- 2018/06/02：MBC《意外的Q》(Ep.5 特別演出)